# Stenotarsus obscurus
Stenotarsus obscurus is een keversoort uit de familie van de zwamkevers (Endomychidae). De wetenschappelijke naam van de soort werd in 1943 gepubliceerd door Gilbert John Arrow.